# Alpha Delphini
Alpha Delphini (Sualocin, Scalovin, Svalocin, Nicolaus, 9 Delphini) é uma estrela binária na direção da Delphinus. Possui uma ascensão reta de 20h 39m 38.25s e uma declinação de +15° 54′ 43.4″. Sua magnitude aparente é igual a 3.77. Considerando sua distância de 241 anos-luz em relação à Terra, sua magnitude absoluta é igual a −0.57. Pertence à classe espectral B9V.